# Швянченіський район
Швянченіський район (лит. Švenčionių rajono) — район у Вільнюському повіті на сході Литви.

## Географія
Річки: Жеймена, Мера.

## Населені пункти

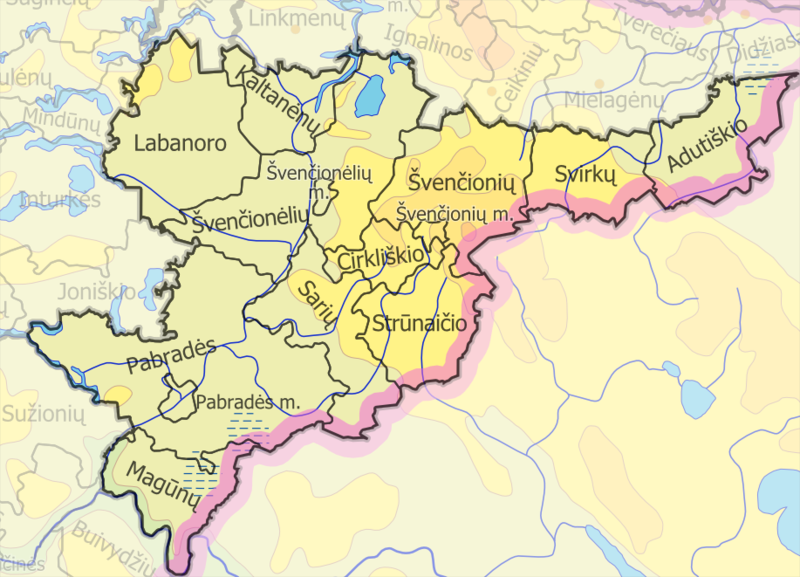
Староства Швянченіського району

- 3 міста — Пабраде, Нові Свенцяни і Швянченіс;
- 3 містечка — Адутішкіс, Кальтінена і Лабанорас;
- 602 сільських населених пунктів.

Район поділений на 11 староств:
- Адутішкське
- Кірклішкіське
- Кальтаненяйське
- Лабанораське
- Магунайське
- Пабрадське
- Саряйське
- Струнайське
- Свіркське
- Швенчьонеляйське
- Швенчьоніське

До 2013 року існувало 14 староств. Того року об'єднано Пабрадеське, Швенчьонеляйське та Швенчяніське міські староства із відповідними сільськими староствами. 
Кількість населення (2001):
- Швенчьонеляй — 6923
- Пабраде — 6525
- Швенчьоніс — 5684
- Адутішкіс — 778
- Кірклішкіс — 579

## Населення
- Литовці — 52,83 %
- Поляки — 25,98 %
- Росіяни — 13,28 %
- Білоруси— 4,64 %
- Українці— 0,65 %
- Татари — 0,24 %

## Райони-побратими
- Свідницький повіт (Нижньосілезьке воєводство), Польща

## Галерея

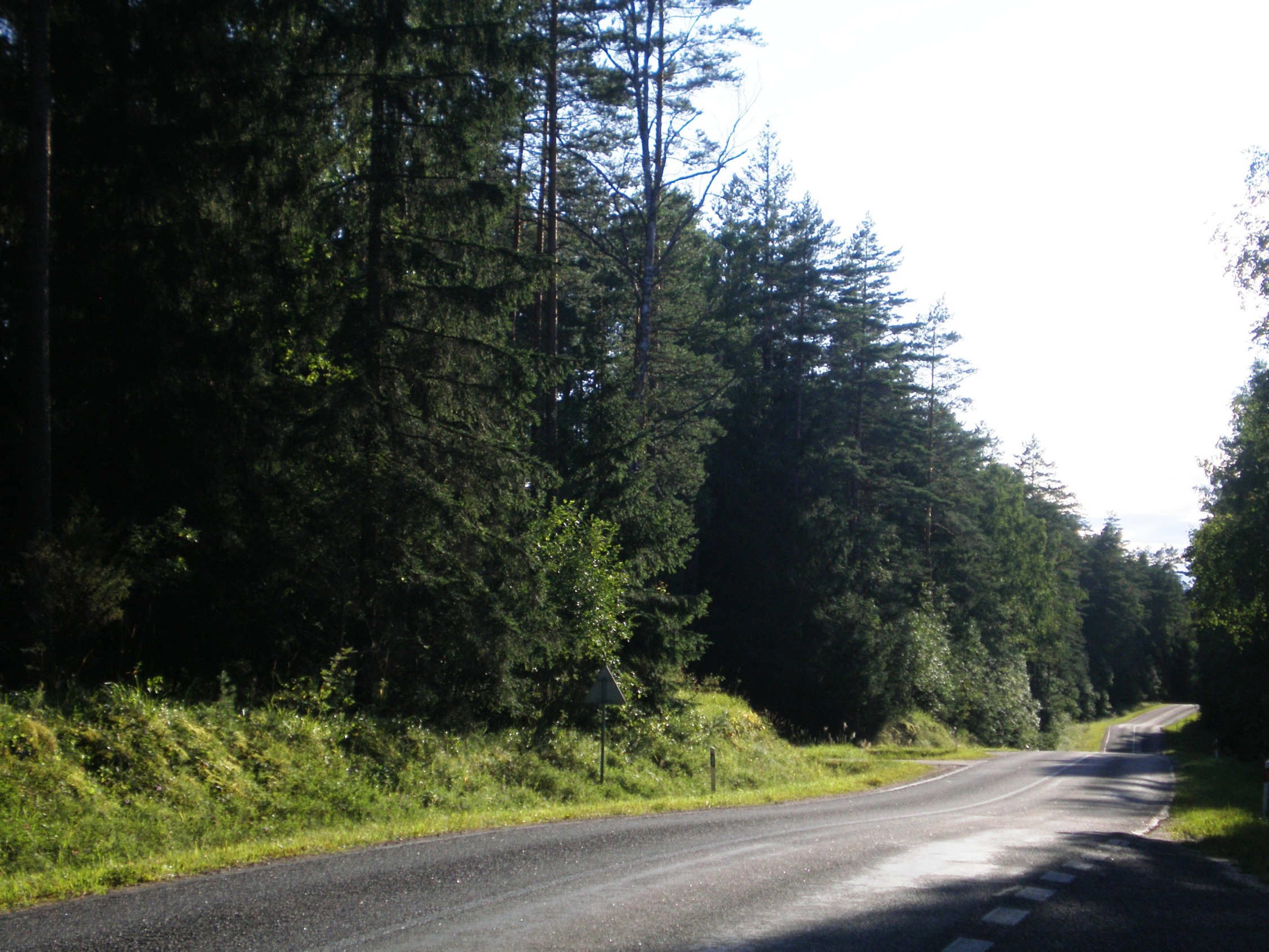
Ліси
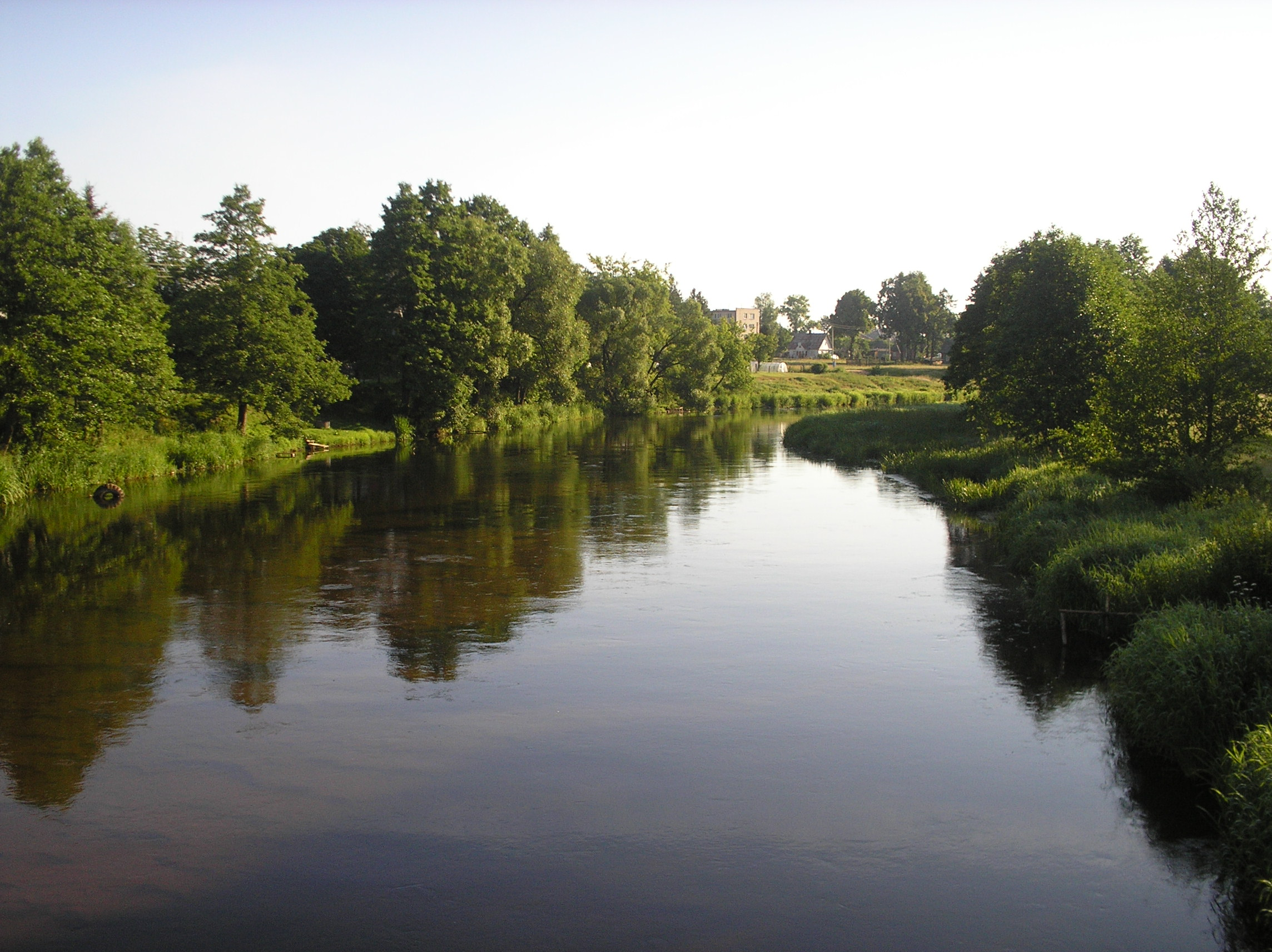
Річка Жеймена
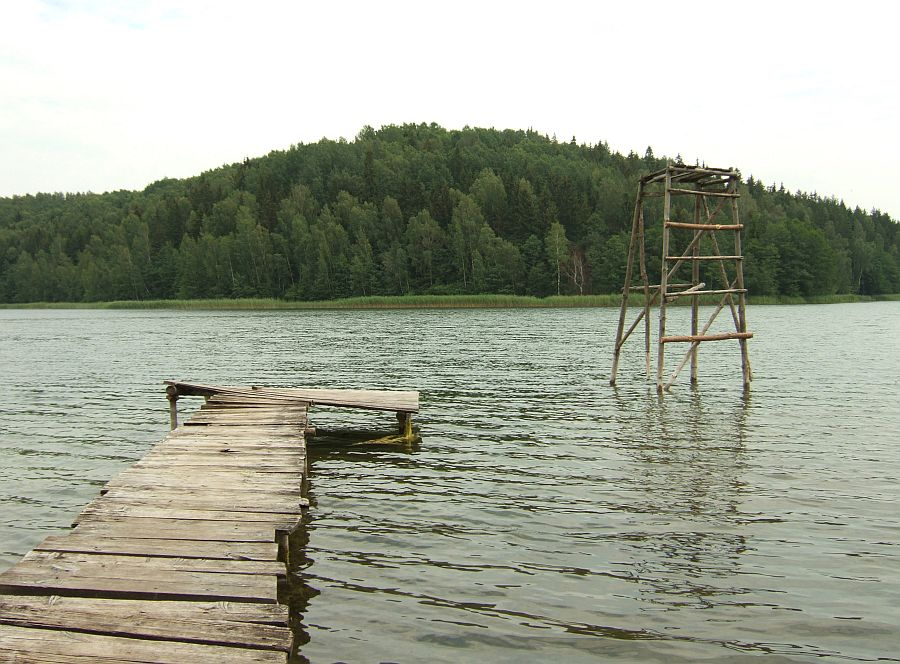
Озеро Ваюоніс